# يون تشي-وانغ
يون تشي-وانغ هو كاتب سير ذاتية وسياسي كوري جنوبي، ولد في 17 فبراير 1895، وتوفي في 21 ديسمبر 1982 بسبب مرض.